# 1833 Шмакова
1833 Шмакова (1833 Shmakova) — астероїд головного поясу, відкритий 11 серпня 1969 року.
Тіссеранів параметр щодо Юпітера — 3,368.